# Harry Wörz
Harry Wörz (n. 3 mai 1966, Birkenfeld, Republica Federală Germania, Germania) a fost condamnat în ianuarie 1998. El era acuzat de omor prin imprudență, nefiind vinovat de moartea fostei sale soții, care a murit strangulată, caz până în prezent neelucidat.  Wörz a fost închis în anul 2001 timp de 55 de luni, după ce procesul a fost redeschis s-a fost dovedită nevinovăția lui, cazul lui fiind considerat un scandal, o eroare judiciară.

## Date biografice
Harry provine dintr-o familie de cetățeni simpli. După terminarea școlii elementare, el a urmat un curs de calificare ca instalator de apă și gaz. Ulterior el termină un curs ca desenator tehnic. În septembrie se căsătorește cu o polițistă cu care în anul 1995 un fiu. La un an după nașterea băiatului, soția lui care are o relație extraconjugală  cu un polițist căsătorit, îl părăsește pe Harry. Din anul 2001 Harry trăiește cu o altă femeie cu care are o fiică.

## Procesul
La data de  29 aprilie 1997 Harry, este arestat, el fiind acuzat de a-și fi strangulat fosta soție, cu un șal. Fostul lui socru un fost poltist, este cel care este convins de vinovăția lui Harry și care împreună cu polițiștii din localitate construiesc practic indiciile care-l învinovățesc pe Harry. Pe când cealaltă persoană bănuită un polițist, are un alibi. În octombrie 1999 părinții lui Harry, cer revizuirea cazului. După mai multe procese abia la data de 15 decembrie 2010, Harry este declarat liber, iar la data 14 ianuarie 2013, tribunalul suprem din Karlsruhe, dă sentința de reabilitare și încheierea definitivă a cazului.